# Centrum občanských svobod
Centrum občanských svobod (ukrajinsky Центр Громадянських Свобод) je ukrajinská organizace pro lidská práva vedená ukrajinskou právničkou Oleksandrou Matvijčukovou. Byla založena v roce 2007 s cílem působit na ukrajinskou vládu, aby se země stala demokratičtější. Organizace získala Nobelovu cenu míru za rok 2022, kterou sdílí s běloruským aktivistou Alesem Bjaljackým a ruskou lidskoprávní organizací Memorial.

## Dějiny
Centrum občanských svobod bylo založeno 30. května 2007 v Kyjevě. Organizace se zabývá prosazováním legislativních změn ve snaze učinit Ukrajinu demokratičtější a zlepšit veřejnou kontrolu orgánů činných v trestním řízení a soudnictví. Jedním z cílů organizace je zlepšení trestního zákoníku Ukrajiny.
V době protestů Euromajdanu v letech 2013—2014 skupina spustila projekt Euromajdan SOS s cílem poskytovat právní podporu demonstrantům, kteří se účastnili protestů, a sledovat zneužívání bezpečnostních sil tehdejším prezidentem Viktorem Janukovyčem.
Po ruské anexi Krymu v roce 2014 a rozpoutání války na Donbasu (také v roce 2014) začala organizace dokumentovat politickou perzekuci na Krymu a zločiny na území ovládaném Ruskem podporovanou separatistickou Luhanskou lidovou republikou a Doněckou lidovou republikou. Organizace také zahájila mezinárodní kampaně za propuštění nelegálně vězněných lidí v Rusku, na anektovaném Krymu a na Donbasu.
Po ruské invazi na Ukrajinu v roce 2022 začalo Centrum občanských svobod dokumentovat ruské válečné zločiny během invaze. Norský Nobelův výbor v roce 2022 uvedl, že organizace „hraje průkopnickou roli v tom, aby se viníci zodpovídali za své zločiny“.
Dne 7. října 2022 byla Centru občanských svobod udělena Nobelova cena míru za rok 2022 (sdílí ji ještě Ales Bjaljacki a organizace Memorial). Jedná se o vůbec první Nobelovu cenu udělenou ukrajinskému občanovi nebo organizaci.
Na jaře 2024 bylo Centrum pro občanské svobody v Rusku označeno za „nežádoucí organizaci“.